# Алеонг, Аки
Аки Алеонг (англ. Aki Aleong; 19 декабря 1934, Порт-оф-Спейн, Тринидад и Тобаго — 22 июня 2025, Сильмар, Калифорния) — киноактёр. Также снимался в различных телесериалах.

## Биография
Аки Алеонг родился 19 декабря 1934 года в городе Порт-оф-Спейн. В кино — со второй половины 1950-х годов. В разные годы работал с такими звёздами, как Роджер Мур, Марлон Брандо, Фрэнк Синатра, Чак Норрис, Жан-Клод Ван Дамм, Пирс Броснан и др. Также Аки Алеонг занимается музыкальным творчеством (в качестве композитора, продюсера и исполнителя).
Алеонг умер в Лос-Анджелесе 22 июня 2025 года от осложнений, вызванных деменцией.

## Избранная фильмография
- 1953 — Театр «Дженерал Электрик» / General Electric Theater
- 1957 — Банда мотоциклистов / Motorcycle Gang
- 1957 — Калифорнийские семьи / No Down Payment
- 1958 — Охотники / Hunters
- 1959 — Райские приключения / Adventures in Paradise
- 1961 — Бен Кэйси / Ben Casey
- 1963 — За гранью возможного / Outer Limits
- 1983 — Команда «А» / The A-Team
- 1984 — Воздушный волк / Airwolf
- 1988 — Брэддок: Без вести пропавшие 3 / Braddock: Missing in Action III
- 1988 — Прощание с королём / Farewell to The King
- 1990 — Бой драконов / Dragonfight
- 1990 — Беверли-Хиллз, 90210 / Beverly Hills, 90210
- 1992 — Каффс / Kuffs
- 1993 — Дракон: История жизни Брюса Ли / Dragon: The Bruce Lee Story
- 1994 — Мощь / Force
- 1996 — Кабельщик / Cable Guy
- 1996 — В поисках приключений / Quest
- 1996 — Жара в Лос-Анджелесе / L.A. Heat
- 1998 — Китайский городовой / Martial Law
- 1997 — Опасное трио / Lewis & Clark & George
- 2002 — Могучие рейнджеры / Power Rangers Wild Force
- 2003 — Дом из песка и тумана / House of Sand and Fog
- 2007 — Ближний бой / Blizhniy Boy: The Ultimate Fighter
- 2008 — Супергеройское кино / Superhero Movie
- 2015 — Фунт плоти / Pound of Flesh